# John Dobbin

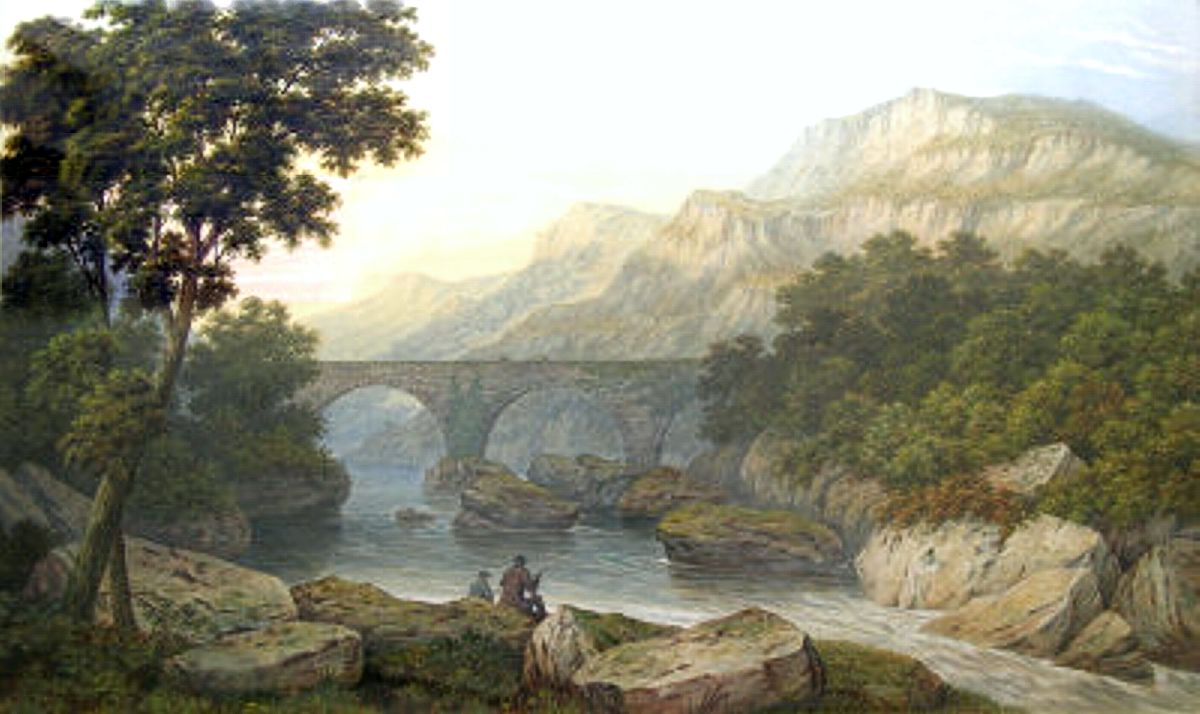
'Anglers in a mountainous river landscape' (1881).

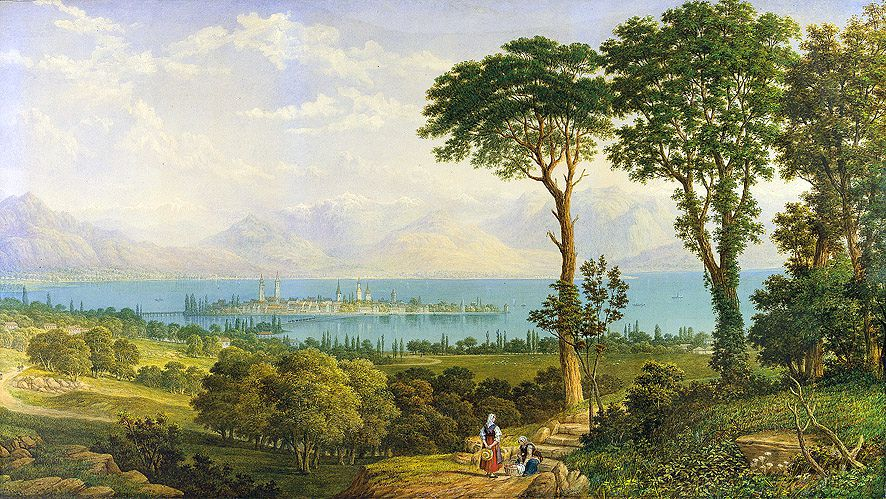
'View of Hoyerberg above the island of Lindau' (1883).

John Dobbin (bautizado el 21 de marzo de 1815 St Cuthbert's, Darlington - 1888 Londres) fue un pintor paisajista inglés. 
Nacido y criado en Darlington, en el condado de Durham, al noreste de Inglaterra, era hijo de John y Elizabeth que vivían en Weaver's Yard. John, el hijo, no siguió el oficio de su padre, que era tejedor y trabajaba en Pease's Mill, en el centro de la ciudad de Darlington, sino que fue aprendiz de ebanistería en Grange Road y estudió pintura en la ciudad. Alrededor de 1836, marchó a Londres para continuar su formación como artista.
En Londres, ejerció como profesor de dibujo y pintura. Dobbin también viajó extensamente por Escocia, Francia, España, Alemania y los Países Bajos. Expuso en la Royal Academy entre 1842 y 1875. En España, estuvo hacia 1858 y visitó poblaciones como Salamanca, Segovia, Sevilla, Granada, Madrid, Toledo, Illescas, Cuenca, Zaragoza, Córdoba, Burgos, Valencia, Olite y Alcalá sobre las que pintó 36 acuarelas sobre motivos arquitectónicos.
El trabajo más conocido de Dobbin es La inauguración del tren entre Stockton y Darlington, que muestra el viaducto Skerne del arquitecto Ignatius Bonomi, retratado hasta 2003 en el reverso de los billetes de 5£ de la serie E, emitidos por el Banco de Inglaterra, donde se muestra el retrato del ingeniero George Stephenson junto con la locomotora a vapor. John tenía 10 años, en 1825, cuando bajo la dirección de Stephenson se inauguró  el primer ferrocarril abierto al público, entre las ciudades de Stockton y Darlington y posiblemente asistió a la inauguración histórica. Sin embargo el cuadro fue pintado 50 años después, por lo que lo hizo de memoria o quizás a partir de un boceto de su padre.
Dobbin volvía a menudo a su ciudad natal, y así Darlington aparece en muchas de sus obras. Sus pinturas se volvieron más espirituales después de la muerte de su primera esposa, Amy. Su segunda esposa, Hannah Jones, provenía de una familia adinerada y probablemente pagó su Grand Tour por Europa. Dobbin fue bastante reconocido en su época y disfrutó de una audiencia con la reina Isabel II de España.
Dobbin creó un retablo para la iglesia de St Cuthbert. En una acción que pudo haber sido inspirado por su viaje a Italia, recurrió al mosaico y trabajó durante unos seis años cortando baldosas para su versión de La Última Cena. Sus apóstoles fueron descritos por un clérigo como «el conjunto de mortales más villanos que he visto».